# 岡本忠

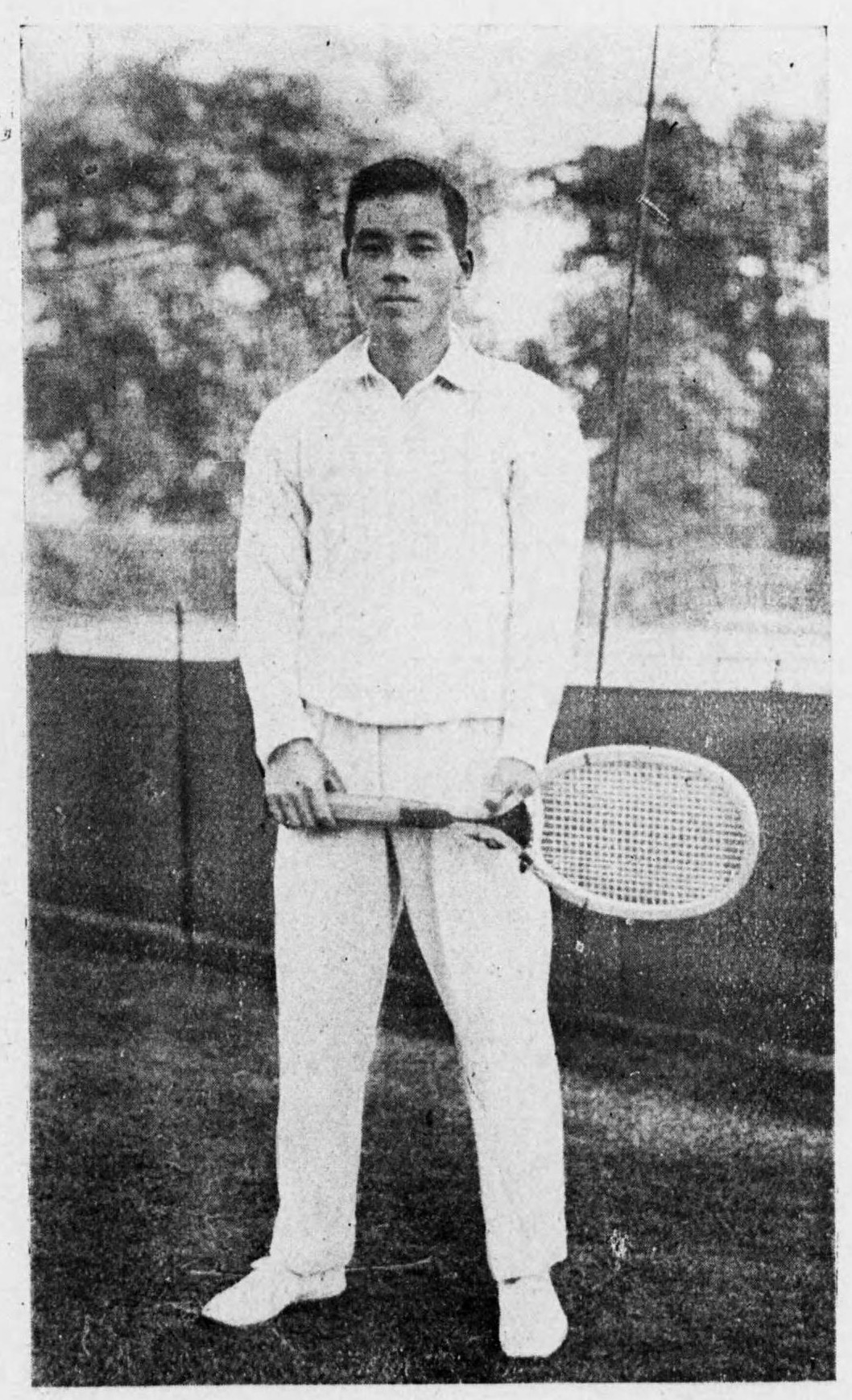
岡本忠

岡本 忠（おかもと すなお、1894年9月1日 - 1955年9月2日）は、日本の実業家。学生時代よりテニス選手として活躍し、デビスカップやオリンピックに日本代表として出場した。

## 経歴
岡山県赤磐郡瀬戸町大字瀬戸（現在の岡山市東区）生まれ。津山中学校（現・岡山県立津山中学校・高等学校）を経て、東京高等商業学校（現在の一橋大学）に入学。学生時代からテニス選手として活躍した。
1917年（大正6年）、東京高等商業学校を卒業し、三井物産に入社した:27。

### テニス選手として
1921年（大正10年）、清水善造・鳥羽貞三と共に、皇居内コートでの初の「御前試合」に参加:27。
1924年パリオリンピックでは、日本代表選手4人のうちの1人で、男子シングルス (singles) と男子ダブルス (doubles) で出場。岡本は当時三井物産の社員でインドに駐在していた。なお、三井物産からは本田朝次もパリオリンピックのテニス競技に参加している。シングルスでは1回戦を突破したが、2回戦でヤン・コジェルフに敗れた。原田武一と組んだダブルスでは、Bjørn Thalbitzer・Einar Bache組に1ゲームを失ったものの勝利。2回戦でスペインのアロンソ兄弟（ホセ・マリア・アロンソとマニュエル・アロンソ）に4セットを奪われた。
1924年ウィンブルドン選手権にはシングルスとダブルスに出場。シングルスでは1回戦でルネ・ラコステに4セット負け。ダブルスでは邱飛海（Khoo, Hooi-Hye）と組み、3回戦に進出したが、最終的にはフランシス・ハンターとビンセント・リチャーズのペアに敗れた

### 財界人として
岡本はのちに第一通商社長となる。1951年度には経済同友会通商部会部会長を務めた。訃報を伝える米国紙によれば「大蔵省のアドバイザー」を務めたという。